# 홍콩 지하철 ADtranz-CAF 전동차
Adtranz-CAF 전동차(CAF-트레인 또는 LAR-트레인)는 홍콩의 도시 철도에서 운행하는 통근형 전동차이다. 두 가지 유형이 있는데, 하나는 통상형으로 둥충선에 사용되고, 다른 하나는 고급형으로 홍콩 공항철도에 사용된다. 차량 내부는 존스 가드(Jones Garrard)가 MTR을 위해 설계한 반면, 차량 외부와 운전실 내부는 디자인 트라이앵글(Design Triangle)이 설계했으며, 운전실 앞 객차 2대 내부는 다이아라 디자인(Diara Design)이 제작했다. 이 두 유형의 열차는 ADtranz(2001년 봄바디어 트랜스포테이션이 인수)와 콘스트룩시온스 이 옥실라르 데 페로카릴스|CAF가 공동으로 제작하고 1996-7년에 스페인에서 제조되었다.

## 둥충선 열차
둥충선의 열차는 2003년까지 7량으로 편성됐으며 2003년 서철선과 남청역이 개통되면서 W7XX 차 8량으로 늘어났다. 주문한 차량의 총수는 96대였다.
| 둥충선 전동차  | 둥충선 전동차 | 둥충선 전동차 | 둥충선 전동차 | 둥충선 전동차 | 둥충선 전동차 | 둥충선 전동차 | 둥충선 전동차 | 둥충선 전동차 | 둥충선 전동차 |
| 객차 유형      | 운전실        | 견인 전동기   | 팬터그래프    | 자동 연결기   | 전장 (mm)     | 좌석          | 휠체어 공간   | 총용량        |               |
| -------------- | ------------- | ------------- | ------------- | ------------- | ------------- | ------------- | ------------- | ------------- | ------------- |
| V차            | ✓             | ✓             | ✓             | ✗             | 24600         | 42            | 252           | 2             | 24            |
| W차            | ✗             | ✓             | ✗             | ✗             | 22500         | 48            | 252           | ✗             | 24            |
| X차 (무동력차) | ✗             | ✗             | ✗             | ✓             | 22500         | 48            | 252           | ✗             | 24            |
| Y차            | ✗             | ✓             | ✓             | ✗             | 22500         | 48            | 252           | ✗             | 12            |
| Z차            | ✗             | ✓             | ✗             | ✓             | 22500         | 48            | 252           | ✗             | 12            |

TCLA-Stock 열차의 구성은 (서행) V-W-X-Y-W-X-Z-V (동행)이다. 최대 열차 속도는 140 km/h (87 mph)이지만, 현재 운행 중인 최대 속도는 135 km/h (84 mph)이며, 최대 가속도는 1 m/s2 (3.3 ft/s2) (3.6 km/(h·s) or 2.24 mph/s)이다. 최대 통상 감속도는 1.1 m/s2 (3.6 ft/s2) (3.96 km/(h·s) or 2.461 mph/s)이며, 비상 감속도는 1.35 m/s2 (4.4 ft/s2) (4.86 km/(h·s) or 3.020 mph/s)이다. TCL 열차의 견인 시스템은 게이트 턴 오프 사이리스터(GTO 사이리스터) 기술을 기반으로 한 VVF 인버터이다.

## 홍콩 공항철도 열차
홍콩 공항철도 열차는 2005년까지 7량 편성 전동차로 구성되었다. 88대 차량은 스페인의 CAF에서 제조 및 조립되었으며, ADtranz는 제어 및 견인 장비에 기여하였다. 박람관역 개장에 따른 추가 교통수요에 대응하기 위해 각 열차에 'F2XX'차를 추가해 총 8량으로 편성했다. 그러나 'K4XX' 차량은 홍콩역과 가우룽역에서 시내 체크인 서비스를 통해 부피가 큰 수하물을 위탁하는 수하물 컨테이너 차량 역할을 한다. 향후 수요가 증가하면 공항선 열차는 10량 편성으로 운행할 수 있다.
| 홍콩 공항철도 전동차 편성 | 홍콩 공항철도 전동차 편성 | 홍콩 공항철도 전동차 편성 | 홍콩 공항철도 전동차 편성 | 홍콩 공항철도 전동차 편성 | 홍콩 공항철도 전동차 편성 | 홍콩 공항철도 전동차 편성 | 홍콩 공항철도 전동차 편성 | 홍콩 공항철도 전동차 편성 |
| 객차 유형                 | 운전실                    | 견인 전동기               | 팬터그래프                | auto- coupler             | 전장 (mm)                 | 좌석                      | 입석 용량                 | 총용량                    |
| ------------------------- | ------------------------- | ------------------------- | ------------------------- | ------------------------- | ------------------------- | ------------------------- | ------------------------- | ------------------------- |
| E차                       | ✓                         | ✓                         | ✓                         | ✗                         | 24600                     | 60                        | 84                        | 11                        |
| F차                       | ✗                         | ✓                         | ✗                         | ✗                         | 22500                     | 64                        | 84                        | 22                        |
| G차 (trailer)             | ✗                         | ✗                         | ✗                         | ✓                         | 22500                     | 64                        | 84                        | 22                        |
| H차                       | ✗                         | ✓                         | ✓                         | ✓                         | 22500                     | 64                        | 84                        | 11                        |
| J차                       | ✗                         | ✓                         | ✗                         | ✓                         | 22500                     | 64                        | 84                        | 11                        |
| K차 (van)                 | ✓                         | ✓                         | ✓                         | ✗                         | 24600                     | 13개의 수하물 컨테이너    | 13개의 수하물 컨테이너    | 11                        |

AEL A-트레인의 구성은 (서쪽 방향)E-F-G-H-F-G-J-K(동쪽 방향)이다. 양쪽에 5개의 출입문이 있는 K차를 제외한 AEL의 다른 차들은 모두 2개의 출입문이 있고 1개의 휠체어 공간이 있다. 각 차량에는 양 끝에 2대의 LCD 모니터가 장착되어 예능 및 관광 텔레비전 프로그램을 방송하거나 다음역 방송과 같은 열차 안내 방송을 보낸다. 열차 최고 속도는 140 km/h (87 mph)이지만, 현재 운행 최고 속도는 135 km/h (84 mph)이며, 최고 가속도는 1 m/s2 (3.3 ft/s2) (3.6 km/(h·s) or 2.24 mph/s), 최고 운영 감속도는 1.1 m/s2 (3.61 ft/s2) (3.96 km/(h·s) or 2.46 mph/s)), 비상제동에 의한 감속도는 감속도는 1.35 m/s2 (4.43 ft/s2) (4.86 km/(h·s) or 3.02 mph/s))이다. 공항철도 열차의 견인전동기는 GTO 사이리스터 기술에 기초한 VVVF 인버터다.